# Curciu
Curciu (deutsch Kirtsch, såksesch Kiertsch, ungarisch Küküllőkőrös oder Szászkőrös) ist ein Dorf in der Region Siebenbürgen im Kreis Sibiu in  Rumänien. Es ist Teil der Gemeinde Dârlos (Durles).

## Geschichte
Kirtsch wurde um das Jahr 1300 von Siebenbürger Sachsen ursprünglich auf Adelsboden gegründet, errang dann aber zusammen mit den benachbarten Ortschaften des Mediascher Stuhls das Hermannstädter Recht und wurde somit freie Gemeinde des Königsbodens. Die erste urkundliche Erwähnung stammt aus dem Jahr 1359.

## Sehenswürdigkeiten
- Die evangelische Kirche in Curciu, im 14. Jahrhundert errichtet, 1810–1814 umgebaut, steht unter Denkmalschutz.[4]

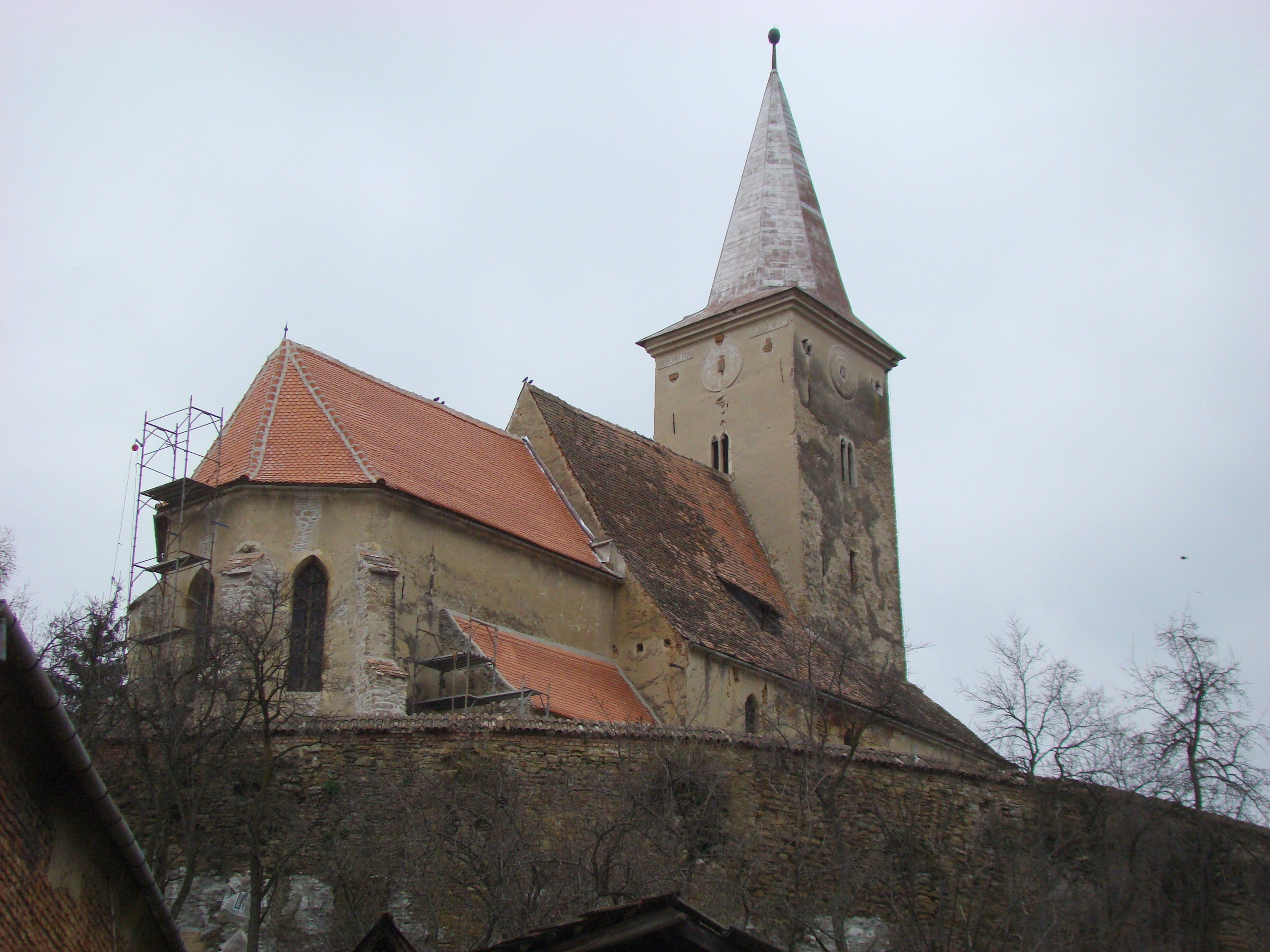
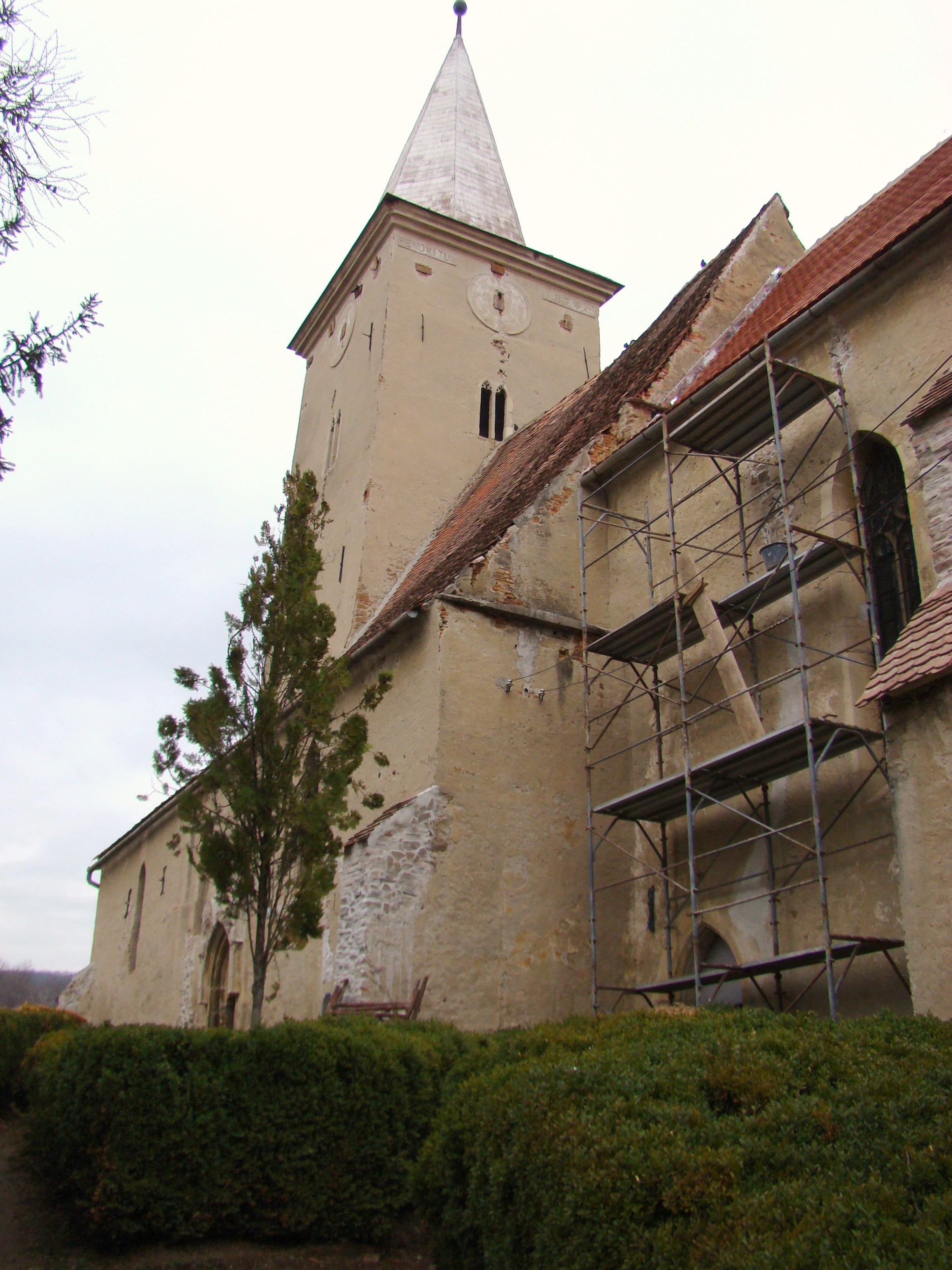
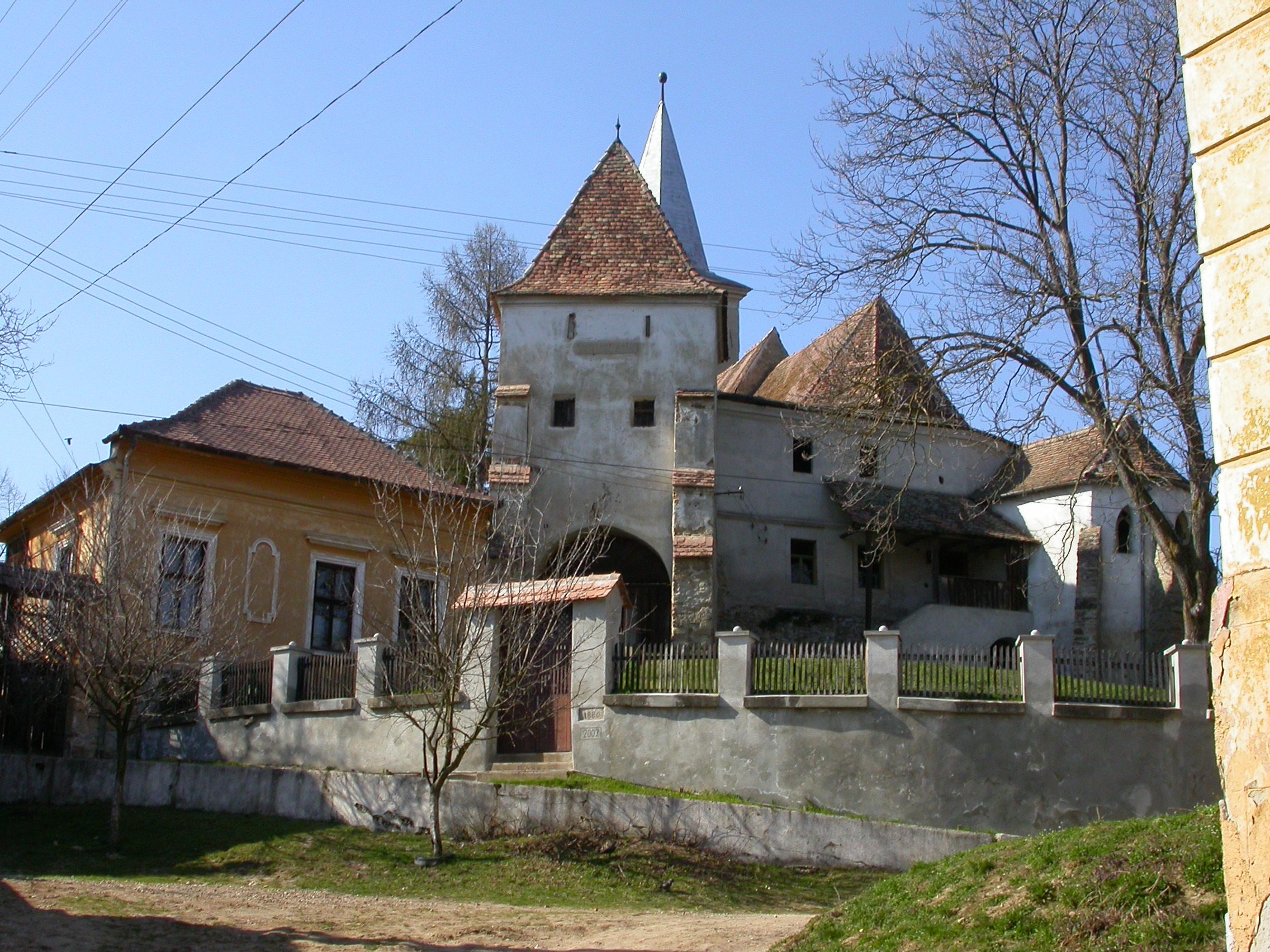